# Pentax
Pentax je dio japanske korporacije Hoya koji se bavi proizvodnjom fotoaparata, objektiva i optičkih uređaja. Hoya je kupila i spojila se Pentax Corporation 31. ožujka 2008. godine.

## Povijest tvrtke

### Prije Drugog svjetskog rata
Tvrtka je osnovana kao Asahi Kogaku Goshi Kaisha u studenom 1919. godine u Toshimi, predgrađu Tokya. U početku se tvrtka bavila proizvodnjom naočala, da bi se 1938. preimenovala u Asahi Optical Co., Ltd. U to doba tvrtka je već proizvodila leće za kamere i kinoprojektore. Za vrijeme drugog svjetskog rata tvrtka je svoju proizvodnju posvetila vojnim optičkim instrumentima. Nakon završtke rata tvrtka je zatvorena da bi se obnovila 1948. godine. Tvrtka se vratila svom starom poslu proizvodnje dvogleda i objektiva za fotoaparate za tvrtke koje će kasnije biti poznate kao Konica i Minolta.

### Od 1950. do 2007.
Japanska fotografska industrija je u 1950-im doživjela preporod i postala je jedna od najvećih izvoznika. Novonastala industrija je mnoge svoje proizvode prodavala okupatorskim snagama i ti proizvodi su bili dobro prihvaćeni. Korejski rat je doveo do velikog priljeva novinara i fotografa koji su bili impresionirani objektivima i fotoaparatima japanskih proizvođača poput Nikona i Canona. Uskoro su fotografi zamijenili svoje Contax i Leica fotoaparate za one japanske proizvodnje.
Asahi Optical je 1952. godine na tržište izbacio Asahiflex, prvu japanski SLR fotoaparat koji koristi 35mm film. Ime Pentax je nastalao od riječi pentaprizma i Contax. U početku je naziv Pentax koristio Istočnonjemački Zeiss, da bi 1957. prava na ime prodao Asahi Opticalu. Od te godine tvrtka je uglavnom poznata po svojim fotografskim proizvodima.
Pentax je u 1960-im i 1970-im držao vodeće mjesto među proizvođačima fotoaparata. U tom razdoblju Pentax je na tržište izbacio mnoge uspješne SLR fotoaparate, a 1975. je uveo i Pentax K bajonet, bajonet za montirenj objektiva na Pentax fotoaparate koji se i danas koristi. U 1980-im Pentax je počeo gubiti primat zbog konkurencije u obliku Nikona i Canona koji su prije i bezbolnije uveli tehničke novitete poput automatskog fokusiranja.
Pentax je 2002. preimenovan u Pentax Corporation. Tvrtka je i dalje proizvodila kamere, dvoglede, teleskope i naočale, a 2004. je imala oko 6000 zaposlenika.

### Preuzimanje Pentaxa od strane Hoye
Pentax se još u prosincu počeo spajati s Hoya Corporation. Glavni motiv tog spajanja je bila želja Hoye da dođe do patenata i tehnologija za proizvodnju medicinskih pomagala i uređaja. Preuzimanje je bilo završeno do 31. ožujka 2008. godine. Od tada je Pentax samo brend.
Nakon preuzimanja proizvodnja fotoaparata je preseljena na Filipine, a proizvodnja objektiva je preseljena u Vijetnam. Neki od proizvoda, poput Pentax SPD teleskopa su se prestali proizvoditi.

### Ricoh kupuje Pentax
Hoya je objavila 1. srpnja 2011. da je Ricoh otkupio odjel za proizvodnju fotoaparata i objektiva i Pentax marku.

## SLR fotoaparat
- Asahiflex

#### fotoaparati s K bajonetom
- Pentax K2
- Pentax KX
- Pentax KM
- Pentax K1000
- Pentax ME

### Digitalni SLR
- Pentax *ist D
- Pentax *ist DS
- Pentax *ist DS2
- Pentax *ist DL
- Pentax *Ist DL2
- Pentax K100D
- Pentax K110D
- Pentax K10D
- Pentax K100D Super
- Pentax K20D
- Pentax K200D
- Pentax K-m
- Pentax K-7
- Pentax K-x
- Pentax K-r
- Pentax K-5
- Pentax K-30
- Pentax K-5 II
- Pentax K-50
- Pentax K-500
- Pentax K-3

### Fotoaparati srednjeg formata

#### 645 format
- Pentax 645
- Pentax 645N
- Pentax 645NII
- Pentax 645D

#### 6x7 format
- Pentax 6x7
- Pentax 67
- Pentax 67II

### Objektivi

#### K bajonet

##### FA serija
- Pentax FA 31mm F1.8 AL Limited
- Pentax FA 43mm F1.9 AL Limited
- Pentax FA 50mm F1.4

##### DA serija
- Pentax DA 21mm F3.2 AL Limited
- Pentax DA* 55mm F1.4 SDM
- Pentax DA 18-55mm f/3.5-5.6 AL